# Кесикавак
Кесикавак (тур. Kesikkavak) је насељено место у округу Хајмана у вилајету Анкара, Турска. Према попису из 2020. било је 59 становника.
Кесикавак већински настањују Бошњаци, чији су се преци доселили 1901. године из Херцеговине и Босанске крајине. Поред Бошњака, у селу живе и Курди.